# Maximilian Shaikh-Yousef
Maximilian Shaikh-Yousef (* 1992 in Frankfurt am Main) ist ein deutscher Jazzmusiker (Alt- und Sopransaxophon, Flöte, Komposition).

## Leben und Wirken
Shaikh-Yousef, der in einem musikalischen Elternhaus aufwuchs, erhielt mit sechs Jahren  Unterricht am Klavier. Mit zehn Jahren wechselte er zum Saxophon; wenige Jahre später kam die Querflöte und 2011 zudem die Klarinette hinzu. Zu seinen Lehrern und Mentoren gehörten Musiker wie Gernot Dechert, Ralf Schmidt und Stephan Schmolck.
Shaikh-Yousef gehörte zwischen 2010 und 2015 zum Landesjugendjazzorchester Hessen, mit dem er unter anderem Konzertreisen nach New York und Südafrika unternahm. Von 2012 bis zum Abschluss 2017 studierte er im Fach Jazz und Populäre Musik an der Hochschule für Musik Mainz, um seitdem als freischaffender Musiker zu arbeiten. 2015 gründete er sein SH4iKH Quartett. Er betreibt auch größere Formationen, etwa sein Nonett SH4iKH 9, zu dem als Bläser neben ihm Pascal Klewer, Stephan Geiger, Enrique Heil und Victor Fox sowie als Rhythmusgruppe Lukas Roos, Lukas Moriz, Bastian Weinig und Leopold Ebert gehören. Er trat bei Musikfestivals wie Jazz im Palmengarten, Joy of Jazz, Palatia Jazz und dem Rheingau Musik Festival auf; 2020 war er beim Deutschen Jazzfestival mit seinem Nonett und Veronika Morscher zu hören. Als Komponist verfügt er über ein bemerkenswertes Formbewusstsein: „In famos durchgearbeiteten Kompositionen geht bei Shaikh-Yousef moderner europäischer Jazz eine feinsinnige, dennoch nie überzogene Allianz mit arabischen Untertönen, kleinen Verzierungen und rhythmischen Akzenten ein.“ Seine Komposition Wald wurde 2016 in das Repertoire des Bundesjazzorchesters aufgenommen. 2023 legte er das Album Ember Flower vor.
Shaikh-Yousef wurde zweimal bei Jugend jazzt ausgezeichnet. 2018 hat er das Frankfurter Jazzstipendium erhalten und im Folgejahr mit seinem SH4iKH Quartett den Jungen Münchner Jazzpreis gewonnen.